# 怨女星
怨女星（82 Alkmene）是第82颗被人类发现的小行星，于1864年11月27日发现。怨女星的直径为61.0千米，质量为2.4×1017千克，公转周期为1674.795天。
怨女星以希臘神話的人物阿爾克墨涅命名。